# Люхта
Люхта, -ів, мн.
Канали в опалювальних приладах, якими рухаються гарячі гази внаслідок згоряння різного палива. Також люхтами називають дверцята чи заслінки, якими перекриті ці канали. Доступ до люхтів часто закривають припасованою глиняним розчином цеглою, яку виймають при потребі. Під час спалювання дров, вугілля, газу тощо на стінках опалювальних споруд, до яких дотикаються гарячі гази, накопичується сажа. Звужуючи переріз каналу, шар сажі в люхтах погіршує тягу, тож доводиться регулярно, в залежности від частоти опалювання, прочищати канали, користуючись передбаченими для цієї справи цими виїмками. Кількість доступів для чистки залежить від довжини каналів. Так, в опалювальних печах канали довгі з різними конфігураціями, для їх прочищення  монтують кілька люхтів. У камінах із відкритими паливниками гази направляються зразу до комина, тож люхта монтуються, як правило, лише на димовому зубі. Щоб уникнути забруднення приміщення, де стоїть камін,  під час очищення від сажі, часто виводять доступ до каналу каміна через стіну приміщення назовні, тож і очищення проводять знадвору, чи іншого приміщення.
Для прочищення люхтів використовують  гілки хвойних порід, які зв'язують на пружний довгий дріт.
Виготовляють люхта зі звичайної залізної бляхи, нержавійки чи інших матеріалів -  в залежности від інтер'єру приміщення і самої опалювальної споруди.
У давнину і донедавна для виходу газів із вогнища, яке не було впорядковане спорудою зі складною конфігурацією каналів і комином, у стелі робився отвір - кагла.